# District de Tumbes

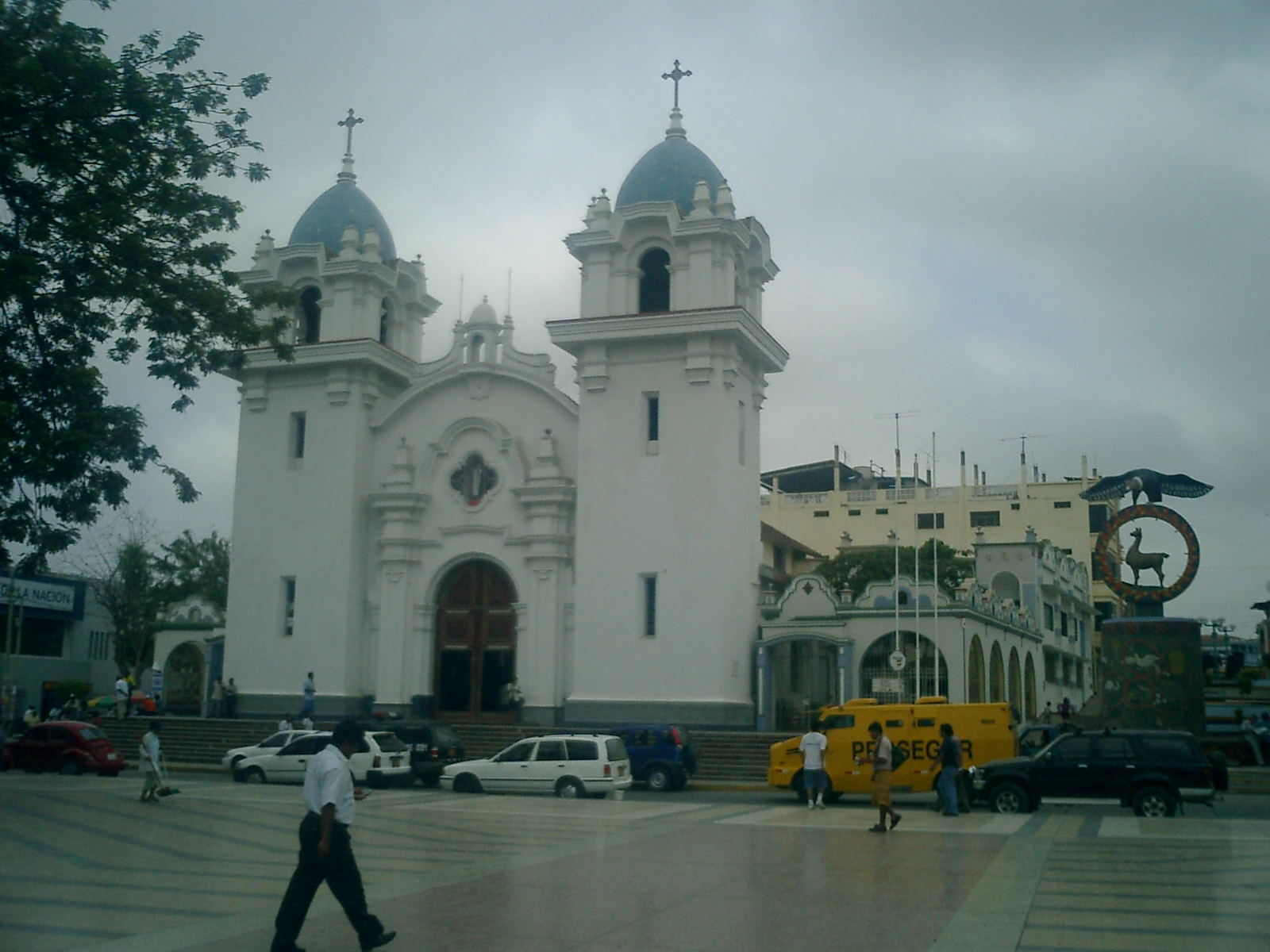
Cathédrale de la ville de Tumbes

Le district de Tumbes est un district (distrito en espagnol) de la province de Tumbes, située dans le département de Tumbes au Pérou. Il est bordé :
- à l’ouest, par le district de Corrales ;
- au nord, par l’océan Pacifique ;
- à l’est, par la province de Zarumilla ;
- et au sud, par le district de San Juan de la Virgen.